# 콜맥 자판

콜맥 자판

콜맥 자판(Colemak)은 샤이 콜맨(Shai Coleman)에 의해서 개발된 컴퓨터 자판 배열이다.

## 특징

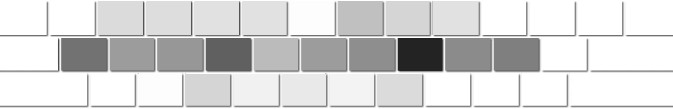
콜맥 자판에서 영어 문자의 빈도 다이어그램

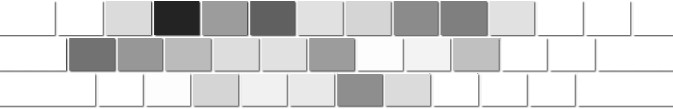
쿼티 자판에서 영어 문자의 빈도 다이어그램

콜맥 개발자는 쿼티를 기본으로 변경했고 대부분의 비 알파벳 문자들의 위치가 쿼티와 같기 때문에 원래 쿼티에 익숙한 사용자라면 드보락보다 익히기 쉽다. 게다가 통계에 따르면 성능도 드보락과 대등하거나 약간 뛰어난 수준이다고 주장한다.
콜맥은 Caps Lock 키가 없는 대신 또하나의 백스페이스키가 있다.
웹 사이트에 따르면 쿼티 자판이 콜맥에 비교해 손가락 이동이 2.2배 더 있으며, 쿼티가 같은 손의 줄에서 벗어나는 현상이 16배정도 더 일어난다고 한다. 주 손가락 줄에서만 칠 수 있는 영단어의 수가 콜맥의 경우 쿼티보다 35배정도 더 많다고 한다.

## 같이 보기
- 자판 배열